# JŽ serija 341
JŽ 341 (popularno zvana Marijana) bila je oznaka serije prve nabavljene električne lokomotive u tadašnjem ŽTP Zagreb. 
Lokomotiva je ušla u uporabu 1. prosinca 1955. i to na riječkoj pruzi gdje je trebala biti osnovno vučno sredstvo. Izvorna oznaka bila joj je E41 001, a naknadnom renumeracijom dobila je oznaku 341 001. Tijekom 1956. planovi Generalne direkcije Jugoslavenskih željeznica predviđali su povećanje prometa na pruzi Zagreb – Rijeka. Na tada raspisanom natječaju izabrana je snažnija lokomotiva talijanske tvrtke Ansaldo, označena kao serija JŽ 362 (poslije HŽ 1061). Marijana je bila jedina lokomotiva u ovoj seriji, i nisu nabavljani novi primjerci. Iz uporabe je povučena krajem 1980-ih.

## Tehnički podatci
- Proizvođač: Alsthom, Francuska
- Električni sustav: 3000 V DC
- Osovinski raspored: Bo'Bo'
- Trajna snaga: 1375 kW
- Najveća brzina: 95 km/h
- Duljina preko odbojnika: 16024 mm
- Ukupna masa lokomotive: 80 t
- Najveće osovinsko opterećenje: 20 t